# Delphinium simonkaianum
Delphinium simonkaianum är en ranunkelväxtart. Delphinium simonkaianum ingår i släktet storriddarsporrar, och familjen ranunkelväxter.

## Underarter
Arten delas in i följande underarter:
- D. s. sericeocarpum
- D. s. simonkaianum